# Garlasco
Garlasco är en ort och kommun i provinsen Pavia i regionen Lombardiet i Italien. Kommunen hade 9 784 invånare (2018).